# Единка (река)
Еди́нка — река в Тернейском районе Приморского края России, принадлежит к Амурскому бассейновому округу.

## География и гидрология
Берёт начало на восточном склоне осевого хребта гор Сихотэ-Алинь. Река течёт на восток, впадает в Японское море вблизи села Единка.
Длина реки 108 км, площадь водосборного бассейна — 2120 км², общее падение реки 1300 м. Ширина её речного русла до 40 м, глубина от 0,4 до 2 м.
В летнее время часты паводки, вызываемые интенсивными продолжительными дождями.
На левом берегу реки стоят сёла Единка (на берегу Японского моря) и Перетычиха (в 8 км выше).